# Otto Wilhelm von Essen

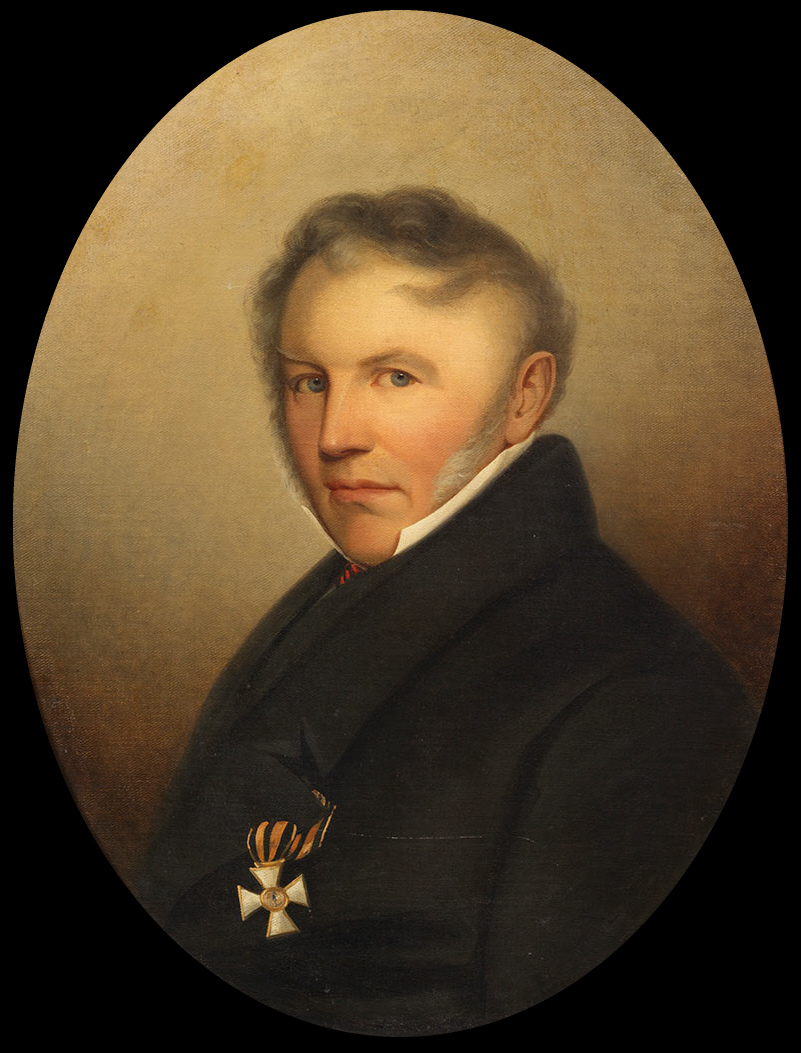
Otto Wilhelm von Essen

Otto Wilhelm von Essen (russisch Отто Васильевич фон Эссен; * 28. Märzjul. / 8. April 1761greg. in Udenküll; † 16. Maijul. / 28. Mai 1834greg. in Reval) war ein russischer Zivilgouverneur von Estland.

## Leben

### Herkunft und Familie
Otto war ein Angehöriger der 1643 in den schwedischen Adelsstand nobilitierten estländischen Familie von Essen. Seine Eltern waren der russische Generalleutnant Reinhold Wilhelm von Essen (1722–1788) und Eleonora, geborene von Saß (1734–1765).
Er vermählte sich 1791 in Reval mit Gertrude Margarethe Staël von Holstein (1764–1828). Aus der Ehe gingen vier Kinder hervor:
- Wilhelmine von Essen (1795–1862), ⚭ Hermann Ludwig von Löwenstern (1777–1836), russischer Kapitänleutnant und Mitreisender von Admiral von Krusenstern
- Magnus von Essen (1796–1869), Zivilgouverneur von Livland
- Otto Reinhold von Essen (1798–1863)
- Alexander von Essen (1800–1874)

### Werdegang
Essen diente seit 1771 im russischen Seekadetten-Korps und avancierte 1777 zum Mitschman sowie 1780 zum Leutnant. In den Jahren 1780 bis 1781 fuhr er auf einem der Schiffe der bewaffneten Neutralität im Atlantik. Im Jahre 1788 nahm er als Kapitänleutnant an der Seeschlacht bei Hogland teil. 1789 wurde er mit dem St.-Georgs-Orden IV. Klasse ausgezeichnet und hat 1792 als Kapitänleutnant II. Ranges seinen Abschied erhalten.
Er zog sich zunächst auf seine estländischen Güter Alt- und Neu-Parmel, Patz, Soinitz, Kütke, Kohhat sowie zeitweise Malla zurück, bevor er 1793 Mitglied des Engeren Ritterschaftlichen Ausschusses und Kurator der Ritter- und Domschule in Reval wurde. In den Jahren 1797 und 1801 war er Krönungsdeputierter der Estländischen Ritterschaft und von 1803 bis 1809 Mitglied der Oberverwaltung der Estländischen Adeligen Güter-Kreditkasse. Er war von 1809 bis 1832 Landrat und avancierte 1830 zum Wirklichen Staatsrat. In den Jahren 1832 und 1833 war er schließlich Zivilgouverneur und wurde 1833 noch Präsident der Estländischen Provinzial-Gesetzeskommission, bevor er im selben Jahr krankheitshalber in den Ruhestand versetzt wurde.
Essen war außerdem Inhaber des St.-Wladimirs-Orden III. Klasse und des St.-Annen-Orden I. Klasse.